# 暴行 (映画)
『暴行』（ぼうこう、The Outrage）は、1964年製作のアメリカ映画である。黒澤明監督の『羅生門』を忠実に翻案し、アメリカ西部を舞台に展開するミステリアスな人間ドラマである。『長く熱い夜』、『ボクサー』などのマーティン・リット監督の異色作。
マイケルとフェイのケニン夫妻による『羅生門』を舞台化した脚本をもとに、マイケル・ケニンが脚本を執筆した。

## あらすじ
南西部のとある鉱山町の駅で、牧師とペテン師と探鉱者の3人が昨日の町であったある事件の裁判について語り出す。その事件とは、無法者として悪名高いフアン・カラスコが南部の名士であるウェイクフィールド大佐を刺し殺し、その妻ニナを犯したというものだった。
裁判において、カラスコは決闘の上での殺害であったと述べる。一方、ニナは不甲斐ない夫を自分が刺したと告白する。そして大佐は、シャーマンである老インディアンを通じ、自ら命を絶ったのだと主張する。三者の言い分はそれぞれ大きく異なるものであった。
最後に、実は事件を目撃していたという探鉱者が語り始める。しかしその内容は、さらにいずれの証言とも異なるものであった。

## キャスト
| 役名                     | 俳優                      | 日本語吹替                                    |
| 役名                     | 俳優                      | 東京12ch版                                    |
| ------------------------ | ------------------------- | --------------------------------------------- |
| フアン・カラスコ         | ポール・ニューマン        | 新田昌玄                                      |
| ウェイクフィールド大佐   | ローレンス・ハーヴェイ    | 広川太一郎                                    |
| ニナ・ウェイクフィールド | クレア・ブルーム          | 池田昌子                                      |
| ペテン師                 | エドワード・G・ロビンソン | 早野寿郎                                      |
| 牧師                     | ウィリアム・シャトナー    | 金内吉男                                      |
| 探鉱者                   | ハワード・ダ・シルヴァ    | 千葉順二                                      |
| 保安官                   | アルバート・サルミ        |                                               |
| 判事                     | トーマス・チャルマーズ    |                                               |
| インディアン             | ポール・フィックス        |                                               |
| 日本語スタッフ           |                           |                                               |
| 演出                     |                           |                                               |
| 翻訳                     |                           |                                               |
| 効果                     |                           |                                               |
| 調整                     |                           |                                               |
| 制作                     |                           |                                               |
| 解説                     | 解説                      | N/A                                           |
| 初回放送                 | 初回放送                  | 1972年2月1日 『火曜ロードショー』 21:00-22:26 |

## 備考
1959年にブロードウェイで上演された原作舞台劇には、クレア・ブルームが映画で演じた役に相当する役で出演している他、山賊役にロッド・スタイガー、その他にオスカー・ホモルカやエイキム・タミロフなどが出演している。